# WinRAR
WinRAR ist ein Packprogramm zur Datenkompression. Es ist eines der wenigen Programme, mit dem sich nativ RAR-Archive erstellen lassen, da es sich um ein proprietäres Format handelt.
WinRAR existiert seit 1995 durch Eugene Roshal und wird seit 2002 von der Berliner win.rar GmbH entwickelt. Das Unternehmen gehört den beiden Gründern Burak Canboy und Öncül Kaya. 

## Funktionen
WinRAR unterstützt folgende Funktionen:
- Vollständige Unterstützung von RAR- und ZIP-Archiven
- Öffnen und Entpacken von 7z, ARJ, LZH, CAB, tar, gzip, UUE, bz2, JA, JAR, ISO, xz, Z
- Multithreaded-Komprimierung
- Erstellung von selbstextrahierenden und gesplitteten Archiven
- Eine Redundanz der Daten wird durch Wiederherstellungsdateien sichergestellt, was eine Rekonstruktion beschädigter Archive ermöglicht.
- Unterstützung erweiterter Optionen von NTFS-Dateisystemen und Unicode in Dateinamen
- Optionale Verschlüsselung von Archiven (AES mit 128-Bit-Schlüssel oder 256 Bit ab der Version 5).
- RAR5-Archive ab WinRAR Version 5.0 mit größerer Wörterbuchgröße[3]
  - 32-Bit – 256 MB
  - 64-Bit – 1 GB
  - Archive mit bis zu 1024 MB Wörterbuchgröße lassen sich auch mit der 32-Bit-Version von WinRAR extrahieren.
- Archive kommentieren[4]
- Neben dem Änderungsdatum für Dateien im Archiv, gibt es für RAR-Archive auch die Auswahlmöglichkeit, Informationen zum Inhalt wie das Erstelldatum oder das Datum des letzten Zugriffs entweder anzeigen zu lassen oder zu verschlüsseln.[5]
  - Uhrzeit von Erstelldatum, Änderungsdatum und letztem Zugriff der Dateien und Ordner werden nach Ortszeit des Computers sekundengenau abgespeichert.

## Sicherheit
Alle mit Versionen vor 5.31 erstellten selbstentpackenden Archive für Microsoft Windows (inklusive des Installationsprogramms von WinRAR) weisen aus der Rechteausweitung resultierende Sicherheitslücken auf.
Mit Version 5.70 wurde das Entpacken für das ACE-Format entfernt, da ACE nicht mehr weiterentwickelt wurde und die betreffende Bibliothek eine Sicherheitslücke enthielt, die das gesamte System kompromittieren konnte.
In Versionen vor 6.2.3 wurde eine als CVE-2023-40477 benannte Sicherheitslücke gefunden, die einen unerlaubten Speicherzugriff erlaubt. Dazu genügt es, eine entsprechend präparierte RAR-Datei zu öffnen. Von Entwicklerseite heißt es, dass diese Lücke bisher nur zu einem Absturz der Software geführt hat, weil deren Ausnutzung alles andere als trivial sei. Ferner wurde eine weitere Sicherheitslücke geschlossen (CVE-2023-38831), die aktiv ausgenutzt wurde, um gezielt Malware in Fachforen für Händler zu verbreiten und Gelder von Brokerkonten zu stehlen.

## Registrierung
Eine Nagware-Version von WinRAR sollte nach einem Testzeitraum von 40 Tagen mittels Kauf eines Lizenzschlüssels zur Vollversion gemacht werden. Ohne diesen lässt sie sich zwar weiterhin nutzen, regelmäßige Registrierungsaufforderungen weisen aber auf die widerrechtliche Weiternutzung hin.